# Baienfurt
Baienfurt är en kommun (tyska Gemeinde) i Landkreis Ravensburg i förbundslandet Baden-Württemberg i Tyskland.
Kommunen ingår i kommunalförbundet Mittleres Schussental tillsammans med städerna Ravensburg och Weingarten och kommunerna Baindt och Berg.